# Мурзанаево (Горномарийский район)
Мурзанаево (горномар. Мӹрзäнäй) — деревня в Горномарийском районе Марий Эл Российской Федерации. Входит в состав Еласовского сельского поселения.
Численность населения — 96 чел. (2014 год).

## География
Располагается в 6,5 км от административного центра сельского поселения — села Еласы, в 200 м на восток от села Картуково, на правом берегу реки Малая Юнга.

## История
Марийское название Мырзанай связано с именем Мырзи основателя поселения.
В списках населённых мест Казанской губернии 1859 года упоминается под официальным названием околодок Мурзанав.

## Население
| 1859 | 2002 | 2010 | 2013 | 2014 |
| ---- | ---- | ---- | ---- | ---- |
| 124  | ↘109 | ↘103 | ↗107 | ↘96  |